# Państwo Machabeuszy
Państwo Machabeuszy powstało w roku 142 p.n.e., gdy Demetriusz II Nikator przyznał Judzie niezależność. Uzyskanie autonomii terytorialnej było wynikiem zwycięstwa żydowskiego powstania Machabeuszów (lata 167-160 p.n.e.).

## Historia

Państwo Machabeuszy na przestrzeni dziejów

W 152 p.n.e. Syria została zagrożona przez przymierze Rzymu i Sparty, które było wymierzone przeciwko Syrii. Seleukidzki władca Demetriusz II Nikator zawarł porozumienie z Machabeuszami. W 152 p.n.e. Żydzi otrzymali od Seleucydów w Judei znaczne przywileje. Demetriusz uznał Jonatana Machabeusza za swojego sojusznika i udzielił zgody na stworzenie żydowskiej armii w Judei. Judea stała się lennikiem Syrii. Jonatan Machabeusz był jednocześnie arcykapłanem. Funkcje te sprawowała do roku 37 p.n.e. dynastia Machabeuszy (Hasmoneuszy):
- Jonatan Machabeusz – gubernator Judei i arcykapłan w latach 152 p.n.e.-143 p.n.e. Stworzył on silną armię żydowską i uczynił Judeę bogatą i wpływową prowincją.
- Szymon Machabeusz – gubernator Judei w latach 142 p.n.e.-134 p.n.e. W 140 p.n.e. zawarł on porozumienie z Rzymem. Judea stała się lennikiem Rzymu, który w zamian zakazał Syrii krzywdzenia Żydów. Szymon Machabeusz w 140 p.n.e. został wybrany arcykapłanem oraz przywódcą narodu (Nassi). Został zamordowany przez Syryjczyków.

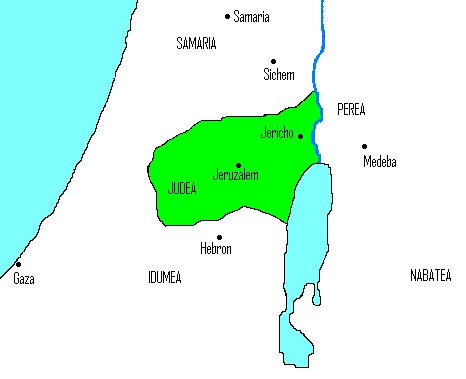
Judea za Judy Machabeusza
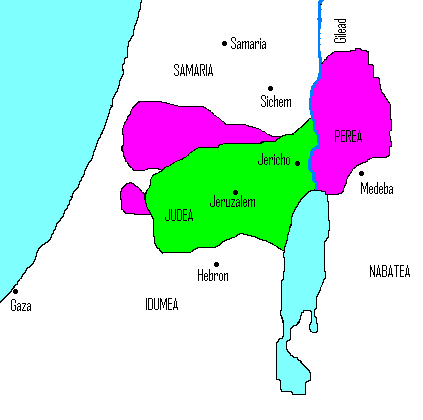
Podboje Jonatana Machabeusza
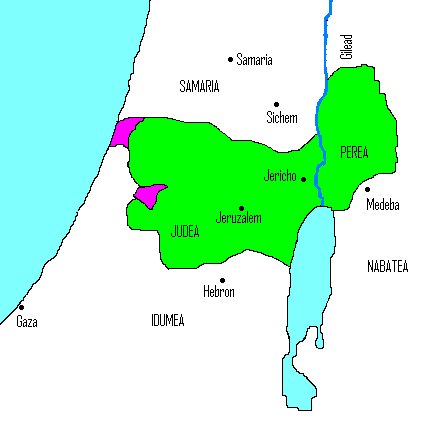
Podboje Szymona Machabeusza
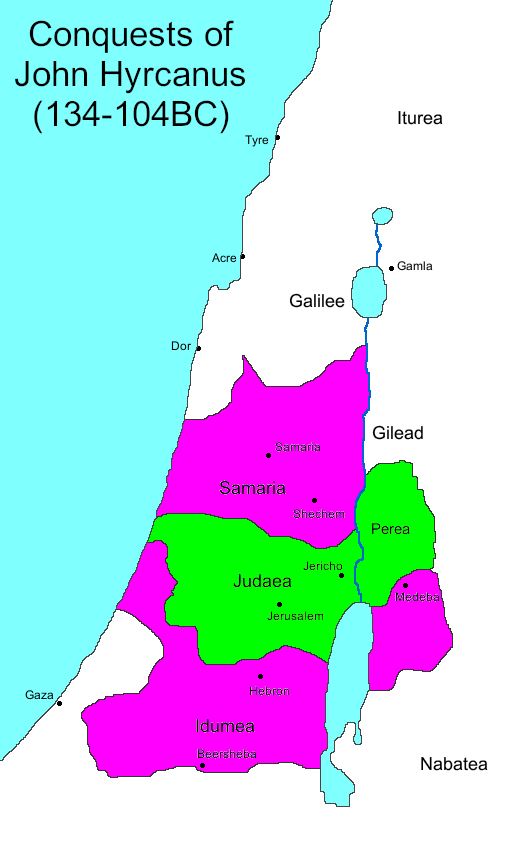
Jan Hirkan I – etnarcha Judei i arcykapłan w latach 134 p.n.e.-106 p.n.e. W 129 p.n.e. wykorzystał osłabienie potęgi militarnej Syrii i zupełnie zrzucił z Judei supremację syryjską. Następnie rozpoczął podboje narodów ościennych. Po opanowaniu Galilei (Galilea stała się ziemią przede wszystkim Żydów), zdobył Samarię. Zniszczył wtedy świątynię wybudowaną przez Samarytan na górze Gerazim. Żydzi podbili także Idumeę pokonując Edomitów. Jan Hyrkan I był mocno związany z Saduceuszami.
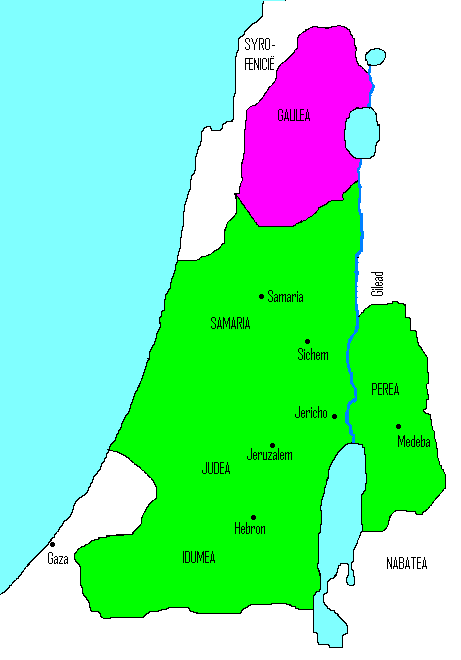
Podboje Arystobula I
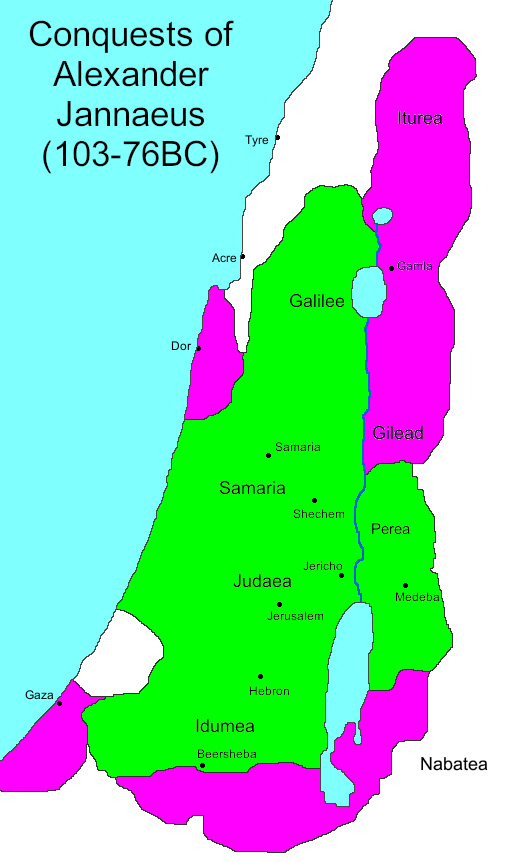
Podboje Aleksandra Jannaja
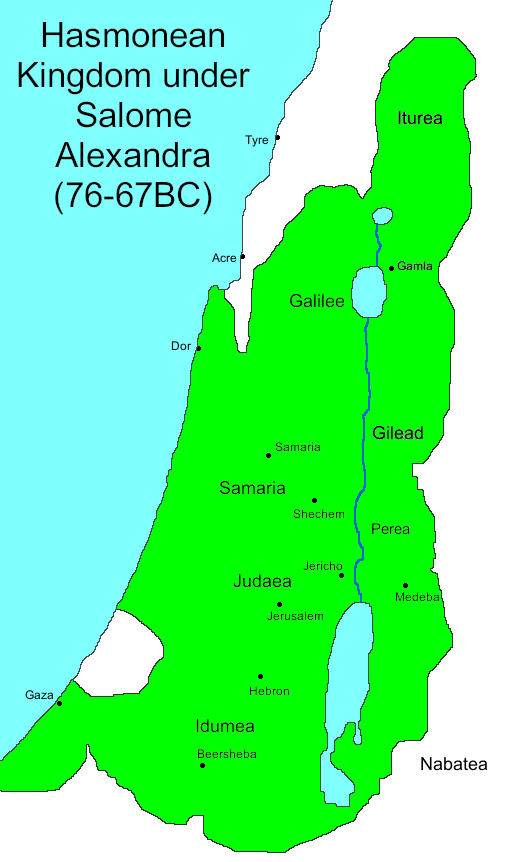
Państwo Machabeuszy za Aleksandry Salome
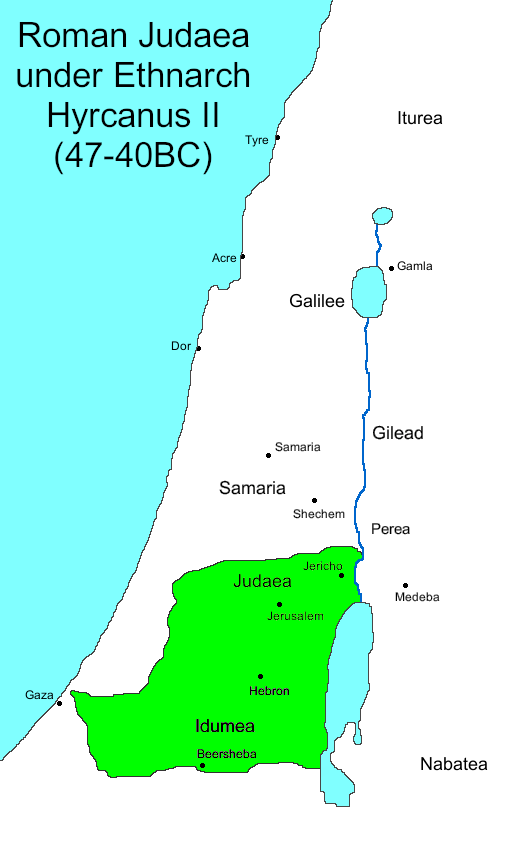
Rzymska Judea za Jana Hyrkana II

- Arystobul I – król Judei i arcykapłan w latach 106 p.n.e.-105 p.n.e. Był ściśle związał się ze stronnictwem Saduceuszy.
- Aleksander Jannaj – król Judei i arcykapłan w latach 105 p.n.e.-79 p.n.e. Za jego panowania Żydzi pogrążyli się w wojnie domowej pomiędzy Saduceuszami a Faryzeuszami.
- Aleksandra Salome – królowa Judei. Arcykapłanem był jej syn, Jan Hirkan II.
- Jan Hirkan II – król Judei i arcykapłan w 69 p.n.e. Został pokonany w wojnie domowej przez własnego brata.
- Arystobul II – król Judei w latach 69 p.n.e.-63 p.n.e. Arcykapłanem był jego brat, Jan Hirkan II. W 67 p.n.e. Jan Hirkan II wraz z namiestnikiem Idumei Antypaterem przeciwstawili się królowi. Ta wojna położyła kres niepodległości Judei, gdyż w jej przebieg włączyli się Rzymianie.

- 37 p.n.e. koniec panowania Machabeuszów z ręki Edomity Heroda, króla Judei